# Ondrej Šoška
Ondrej Šoška je slovenský basketbalista hrající českou Národní basketbalovou ligu za tým BK Prostějov. Hraje na pozici pivota.
Je vysoký 208 cm, váží 106 kg.

## Kariéra v české NBL
- 2003 – 2006 : Mlékárna Kunín
- 2006 – 2007 : BK Prostějov

## Statistiky v české NBL
| Sezóna   | Soutěž      | Odehrané minuty | Průměr na zápas | Body | Průměr na zápas |
| -------- | ----------- | --------------- | --------------- | ---- | --------------- |
| 2003/04  | Mattoni NBL | 1051.7          | 23.4            | 607  | 13.5            |
| 2004/05  | Mattoni NBL | 1196.5          | 27.2            | 676  | 15.4            |
| 2004/05  | Český pohár | 77.3            | 25.8            | 42   | 14.0            |
| 2005/06  | Mattoni NBL | 1070.4          | 23.3            | 605  | 13.2            |
| 2005/06  | Český pohár | 47.9            | 24.0            | 20   | 10.0            |
| 2006/07* | Mattoni NBL | 299.8           | 15.8            | 144  | 7.6             |

```
*Rozehraná sezóna – údaje k 20.1.2007 
```